# Leschenaultia barbarae
Leschenaultia barbarae är en tvåvingeart som beskrevs av Toma 2008. Leschenaultia barbarae ingår i släktet Leschenaultia och familjen parasitflugor.
Artens utbredningsområde är Venezuela. Inga underarter finns listade i Catalogue of Life.